# Galenika
Galenika ist das größte Pharmaunternehmen in Serbien. Gegründet wurde die Firma 1945 in Belgrad. Sie gehört zu den größten Pharmaunternehmen Südosteuropas und befindet sich noch heute zum Teil in Staatsbesitz. Schwerpunkt des Portfolios sind Generika.
Im Juli 2010 wurde eine neue Fabrik eröffnet, deren Bau 50 Mio. € kostete. 2013 hatte das Unternehmen mehr als 2.200 Mitarbeiter.
Das Unternehmen wurde bereits teilweise privatisiert, der serbische Staat möchte sich zukünftig auch von den letzten Anteilen trennen (Stand: März 2015).
Die bereits an der Börse in Belgrad gehandelten Aktien mit Galenika im Namen sind frühere Tochterunternehmen.